# Calicnemis sardiniensis
Calicnemis sardiniensis är en skalbaggsart som beskrevs av Leo 1985. Calicnemis sardiniensis ingår i släktet Calicnemis och familjen Dynastidae. Inga underarter finns listade.